# Partit Comunista dels Valencians
El Partit Comunista dels Valencians va ser un partit fundat a començaments dels anys noranta amb militants escindits del Partit Comunista del País Valencià dirigits per Víctor Baeta i Antoni Infante.
L'escissió va ocórrer per la tèbia postura del Partit Comunista del País Valencià a l'hora de donar suport a les lluites veïnals del barri de Benimaclet pel trenet, ja que les protestes anaven en contra del PSPV-PSOE, partit que governava amb el suport dels comunistes.
El novembre de 1991 es va integrar en el Moviment de Defensa de la Terra, sector vinculat a Independentistes dels Països Catalans, com a resultat d'una evolució política específica de l'esquerra d'orientació nacional al País Valencià.
Un dels fundadors del PCV, Víctor Baeta, va trencar posteriorment amb l'MDT, ja que aquest considerava que als Països Catalans sols es podia arribar a partir de la sobirania del poble valencià. Arran del trencament, Baeta s'integraria a Unitat del Poble Valencià.